# 小行星471143
小行星471143（471143 Dziewanna），又稱蕊神星，臨時編號2010 EK139，是太陽系最外圍、繞太陽運轉的離散盤中的一個海王星外天體。
蕊神星由智利拉斯坎帕納斯天文台的天文學家安傑伊·烏達爾斯基、斯科特·桑德·谢泼德、馬爾欽·庫比亞克和查德·特魯希略於2010年3月13日發現。根據它的星等和假定反照率，估計它的直徑約為470公里。該小行星以德娃娜命名，德娃娜是斯拉夫女神，掌管荒野、森林和狩獵，以紀念它是在烏達爾斯基領導的華沙大學光學重力透鏡實驗項目中被發現的。

## 距離

2003年拍攝的蕊神星的復原影像

蕊神星每591年又4個月（215,992 天）繞太陽運行一次，距離為32.6至108.3 AU。它的軌道離心率為0.54，與黃道面的傾角為29°。目前它距離太陽39.1 AU，並將於2038年抵達近日點。一千萬年的軌道整合顯示，這個天體與海王星的共振數為2:7。
帕洛馬山天文台的近地小行星追蹤組於2002年拍攝了一張發現前的影像。這將蕊神星的觀測弧延長到發現前的8年。自此之後，蕊神星在6個衝日上被觀測了143次，其軌道品質為1。

## 物理性質
2010年，赫雪爾太空望遠鏡觀察到蕊神星的熱輻射，讓天文學家得以估計其直徑約為470公里。2019年5月17日，蕊神星的一次恆星掩星被觀測到，得出的單弦直徑為504公里。
在發現天文台用2.5公尺伊連·杜邦望遠鏡進行的光度測定獲得了一條自轉光變曲線，並於2013年5月發表。光線曲線顯示自轉週期為7.07±0.05小時；亮度變化為0.12等級{{{1}}}
美國天文學家麥克·布朗於2012年3月使用凱克望遠鏡進行觀測，但沒有發現衛星。因此目前無法確定蕊神星的質量。

## 外部連結
- MPEC 2010 G50 : 2010 EK139 （页面存档备份，存于）, Minor Planet Electronic Circular, issued on 8 April 2010
- OCKS: OGLE Carnegie Kuiper belt Survey (OCKS is a Southern sky survey searching for Kuiper-belt objects and dwarf planets)
- List Of Centaurs and Scattered-Disk Objects （页面存档备份，存于）, Minor Planet Center
- NASA JPL小天體瀏覽器上的小行星471143